# Euphorbia commutata
Euphorbia commutata är en törelväxtart som beskrevs av Georg George Engelmann och Asa Gray. Euphorbia commutata ingår i släktet törlar, och familjen törelväxter. Inga underarter finns listade i Catalogue of Life.

## Bildgalleri